# NGC 5905
NGC 5905 је спирална галаксија у сазвежђу Змај која се налази на NGC листи објеката дубоког неба.
Деклинација објекта је + 55° 31' 4" а ректасцензија 15h 15m 23,3s. Привидна величина (магнитуда) објекта NGC 5905 износи 12,1 а фотографска магнитуда 12,9. NGC 5905 је још познат и под ознакама UGC 9797, MCG 9-25-38, CGCG 274-36, IRAS 15140+5541, PGC 54445.